# 細川頼貞
細川 頼貞（ほそかわ よりさだ）は、鎌倉時代後期の武士。細川奥州家の祖であり、現代まで続く肥後細川氏の家系上の祖。

## 出自
細川氏は清和源氏の一家系河内源氏の流れを汲む足利氏の庶流。

## 略歴
三河国細川郷（現在の愛知県岡崎市細川町）出身。幼少時に曾祖父・細川義季の養子になったという。
『太平記』によれば、建武2年（1335年）7月の中先代の乱の際、病床に臥していた頼貞が敵に立ち向かい切腹したという。一方、『梅松論』では、相模国河村山にて湯治していた頼貞の許に息子・顕氏から味方敗走のため上洛を勧める使者が派遣されたが、足手まといになるのを嫌った頼貞は、使者の前で自害したという。『尊卑分脈』も河村山で自害とし、『系図纂要』は建武2年7月20日、河村山で討死としている。いずれにしても、中先代の乱の最中に頼貞が死亡したのは間違いないようである。